# صلاة الغروب
صلاة الغروب (بالإنجليزية: Vespers) هي إحدى أجبية صلوات الأجبية (صلوات الساعات)، وطقس من طقوس الصلاة المسائية، وتُعد واحدة من مواقيت العبادة المسيحية في الطقوس الكاثوليكية (سواء اللاتينية أو الشرقية)، وكذلك في الطقوس الأرثوذكسية الشرقية، والأرثوذكسية المشرقية، والأنجليكانية، واللوثريّة.
تتبع صلاة الغروب عادة ترتيبًا محددًا يركّز على تلاوة المزامير وأناشيد كتابية أخرى. في الطقوس الأرثوذكسية الشرقية، تُعرف صلاة الغروب باسم "إسبيرينوس" (باليونانية: εσπερινός) وغالبًا ما تُختتم بالصلاة السابعة، خاصة في صلاة اليقظة الليلية التي تستمر طوال الليل. كانت ممارسة أداء هذه الصلوات معًا دون انقطاع شائعة في أوروبا في العصور الوسطى، خصوصًا خارج الأوساط الرهبانية والدينية.
عادةً ما تُصلى صلاة الغروب عند غروب الشمس. في المسيحية الأرثوذكسية المشرقية، تُعرف هذه الصلاة باسم رامشو في التقاليد الهندية والسريانية؛ ويُصلى بها باتجاه الشرق جميع أفراد الكنيسة، رجالًا ونساءً، وتُعد واحدة من السبع صلوات الثابتة اليومية.